# Multidentorhodacarus brevisetosus
Multidentorhodacarus brevisetosus är en spindeldjursart som beskrevs av Wolfgang Karg 2000. Multidentorhodacarus brevisetosus ingår i släktet Multidentorhodacarus och familjen Rhodacaridae. Inga underarter finns listade i Catalogue of Life.